# Aspiration (Fördertechnik)

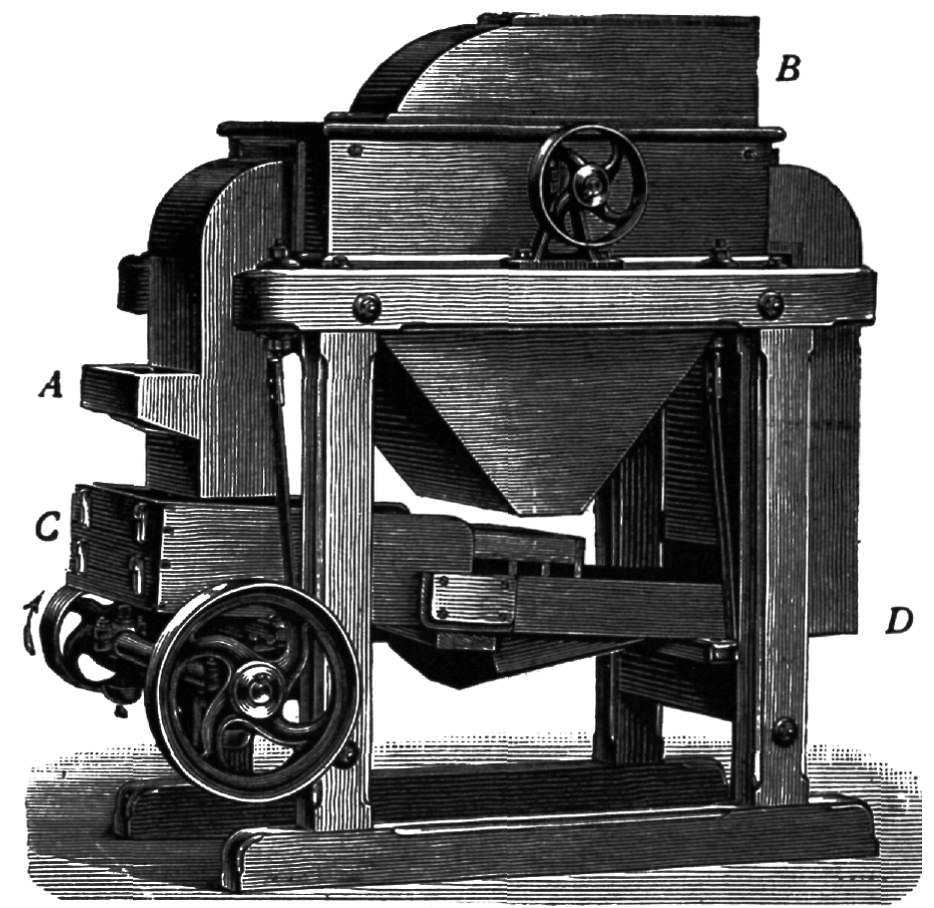
Aspirations-Reinigungsmaschine für Mühlenanlagen von G. Luther, Braunschweig, um 1904

Die Aspiration (lateinisch: aspirātiō, von aspirāre = ansaugen) ist ein notwendiger Bestandteil der pneumatischen Förderung. Außerdem ist eine Aspiration bei fast allen Mühlenanlagen erforderlich. Als Vorreiter der Industriellen Entstaubung gilt der Lübecker Industriepionier Wilhelm Beth. In einer Getreidemühle erfüllt die Aspiration von der Getreideannahme bis zur Mehlverladung folgende wichtige Aufgaben:
- Staubsauger in vielen Maschinen und Entfernen von Mehl oder Staub (Luftverschmutzung und Staubablagerung werden vermieden)
- Verhinderung von Staubaustritt aus Maschinen und Anlagen (Förderanlagen, Rohren etc.)
- Wärme und Feuchtigkeit soll aus Vermahlungsmaschinen oder Trocknungsanlagen abgeführt werden
- Funktionsunterstützung einiger Reinigungsmaschinen (z. B. Trockensteinausleser, Steigsichter, Putzmaschine etc.)

Eine Aspiration dient somit der Sicherheit (Verhüten von Staubexplosionen), Hygiene (Kondensation und Schimmelpilz) und der Wirtschaftlichkeit.
Aspirationsanlagen bestehen meistens aus:
- einem Zentralfilter
- davon abgehenden Rohrleitungen zu allen nötigen Besaugungsstellen
- einem Radialventilator (nachgeschaltet)

Der Begriff „Aspiration“ wird ebenfalls angewandt in der Getreideabrechnung um z. B. bei Körnermais die staubförmigen Beimengungen zu erfassen (siehe auch Besatz (Getreide)).